# Ford Simulator II
Ford Simulator II es un videojuego simulador de carreras de 1989 desarrollado por The SoftAd Group y publicado por Ford Motor Company para DOS y Macintosh. Es la secuela de Ford Simulator de 1987.

## Jugabilidad
Al igual que en el original, el jugador puede visualizar datos técnicos detallados de dieciséis coches, que forman parte de la oferta de Ford para el año 1990. Podemos elegir entre los siguientes modelos: Aerostar Eddie Bauer, Bronco II Eddie Bauer, Crown Victoria LX, Escort LX, Festiva LX, Mustang GT Convertible, Probe GT, Ranger STX Sport Rider, Taurus LX Wagon, Thunderbird Super Coupe, Mercury Sable GS, Mercury Topaz GS, Mercury Cougar XR7, Lincoln Continental, Lincoln Mark VII LSC y Lincoln Cartier Town Car. Además de la dosis condensada de información sobre los parámetros de cada coche, los autores también han introducido sus dibujos, lo que supone una novedad respecto a la anterior edición de Ford Simulator. El jugador también puede usar la sección Infocenter para aprender algunas cosas sobre los componentes usados en los autos de la compañía.
Si alguien ya está aburrido de los matices técnicos, puede utilizar un simulador de conducción. En comparación con el primer programa de la serie, se eliminó la posibilidad de elegir un automóvil, lo que empobreció enormemente el realismo. Conducimos todo el tiempo en un modelo y no sabemos demasiado sobre él, porque el producto no proporciona esta información. Por otro lado, las posibilidades de juego se han ampliado significativamente. Hay tres niveles de dificultad (principiante, intermedio y avanzado) para elegir. No hay diferencias especiales entre ellos, salvo que las colisiones con otros usuarios de la vía en el nivel medio y avanzado los descalifican automáticamente del juego, así como el descenso a la cuneta. El reproductor se puede utilizar tanto para la conducción en circuito cerrado (pista de prueba) como para pistas largas e interminables (City Challenge y Back Roads).